# Yeşilköy, Ermenek
Yeşilköy là một xã thuộc huyện Ermenek, tỉnh Karaman, Thổ Nhĩ Kỳ. Dân số thời điểm năm 2011 là 389 người.